# Kasteel Wisch
Kasteel Wisch is een particulier bewoond kasteel in Terborg, gemeente Oude IJsselstreek (voorheen: de gemeente Wisch) in de Achterhoek, in de Nederlandse provincie Gelderland. Het is ook bekend als Huis Wisch. De vroegst bekende vermelding van een "Castrum Wische" is afkomstig van een oorkonde uit het jaar 1285; volgens sommigen heeft dat jaartal betrekking op het nieuwe huis Wisch, volgens anderen op het oude huis Wisch. Kasteel Wisch vormde sinds de veertiende eeuw het centrum van de heerlijkheid Wisch, een van de vier bannerijen die vielen onder het graafschap Zutphen. Kasteel Wisch behield tot 1813 zijn heerlijke rechten.

## Geschiedenis

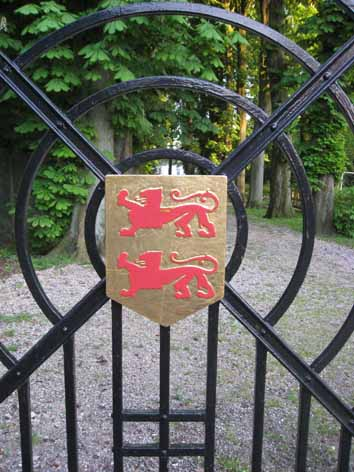
Wapen Heerlijkheid Wisch (oprijlaan naar kasteel)

Kasteel Wisch omvat een lange geschiedenis van acht eeuwen. De Heren van Wisch komen al iets na 1150 in de Achterhoek voor en worden reeds in 1207 in geschriften genoemd. Zij behoorden tot de machtigsten van hun gewest. In 1285 wordt het kasteel al vermeld als castrum Wische (vermoedelijk is hier het oude huis Wisch mee bedoeld, dat aan de andere oever van de Oude IJssel lag). De heerlijkheid Wisch besloeg aanvankelijk slechts een klein grondgebied: aanvankelijk een marke bij de De Heuven, een gedeelte van de parochie Etten. In 1315 ontving Hendrik van Wisch de gerichten van Silvolde en Varsseveld in leen. In 1316 stierf Hendriks oom, Herman van Lohn II, de laatste Graaf van Lohn zonder erfgenamen na te laten. De Heer van Heinsberg gaf de gerichten en villae Varsseveld en Silvolde datzelfde jaar in leen aan Hendrik van Wisch. Door de belening van voormalige Lohns gebied werd de heerlijkheid Wisch flink uitgebreid.

### Oud-Wisch
Oud-Wisch lag aan de westelijke oever van de Oude IJssel, drie kilometer stroomafwaarts bij Heuven, of De Hoven (een buurtschap tussen Etten en Wijnbergen/Doetinchem). Het wordt ook wel aangeduid met kasteel De Heuven. De datering van de stichting is niet bekend, maar al in 1178 worden Sweder en Berend van Wisch vermeld. Zij werden begraven in het klooster Bethlehem te Gaanderen. Het is onbekend wanneer dit stamslot van de heren van Wisch is verdwenen. Mogelijk is het in 1531 verwoest door de Gelderse veldheer Maarten van Rossum tijdens de belegering van Terborg.
In de weilanden in Heuven lag tot 1986 nog een lage afgeplatte heuvel. Om de heuvel was nog een oude grachtenloop te zien. Vlakbij werden in 1983 enkele zware steenbrokken, tufsteen, blokken zandsteen en zeer oude kantstenen gevonden (tufsteen duidt op ouderdom, omdat dit soort stenen voor opkomst van gebakken stenen wordt gebruikt). Deze spaarzame resten zijn in 1986 verdwenen bij egalisering van het terrein. In 2008 heeft de gemeente onderzoek laten uitvoeren naar de restanten van het oude kasteel bij Etten.

### Het huidige kasteel Wisch

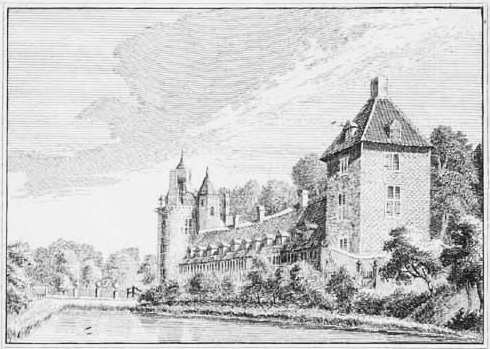
Kasteel Wisch in 1743 (voorzijde)

De heren van Wisch bouwden een nieuw kasteel op de oostelijke oever van de Oude IJssel, waar later het huidige Terborg is ontstaan. Het nieuwe huis lag op een gunstige plek, dicht bij de Oude IJssel en bij de handelsweg van Anholt naar Doetinchem en Doesburg. Het grondgebied liep in het westen tot aan het landgoed van Huis Bergh bij 's-Heerenberg, waarbij de Ziegenbeek (of: "Tweeherige beek") de grens vormde.

### Gedeelde heerlijkheid
In 1317 nam Hendrik van Wisch het wapen met de twee rode leeuwen van zijn echtgenote Elisabeth van Hernen aan. In de 14e eeuw werd Wisch "tweeherig", het werd de heerlijkheid gedeeld tussen twee neven Van Wisch. Iedere tak beschikte over een eigen huis. De twee huizen stonden vlak naast elkaar op het terrein van het huidige huis en waren gescheiden door een gracht. De huidige 80 meter lange vleugel tussen de twee torens was in die tijd nog niet aanwezig.
Met de dood van Dirk IV op 7 december 1425 stierf de oudste tak van de heren van Wisch uit. Het kasteel ging voor de helft over in handen van het geslacht Van Homoet. In 1486 verkocht Hendrik II van Homoet zijn huis plus de halve heerlijkheid aan graaf Oswald I van den Bergh te 's-Heerenberg. Als gevolg hiervan werd het Huis Wisch steeds vaker aangeduid als het "Berghsche Huis", dit zeer tegen de zin van de andere halfheren van Wisch die ook aanspraken op het kasteel maakten.
In 1528 liepen de geschillen zo hoog op dat Joachim van Wisch de burcht te Terborg gewapenderhand innam. Vervolgens mengde de hertog van Gelre zich in de strijd, hetgeen erin resulteerde dat Maarten van Rossum op 20 mei 1531 Terborg en het huis Wisch veroverde. Het slot liep daarbij zware schade op. Joachim van Wisch vluchtte naar het buitenland, waarna de gemoederen weer wat bedaarden.
Na de verwoesting in 1531 restte van het "Berghse" huis niet meer dan een toren. De huizen werden pas in 1644 weer in één hand verenigd. In 1849 werd de familie Van Schuylenburch eigenaar; zij slaagde erin ook de gronden weer samen te voegen.

### Franse tijd
In 1813, in de Franse tijd, verloor kasteel Wisch haar heerlijke rechten. Een jaar daarvoor was het grondgebied al in tweeën gesplitst in Terborg (inclusief Silvolde) en Varsseveld. In 1818 werden Terborg/Silvolde en Varsseveld weer samengevoegd tot het schoutambt Wisch, vanaf 1825: gemeente Wisch (vanaf 2005 opgegaan in gemeente Oude IJsselstreek).

### De 20e eeuw
In de Tweede Wereldoorlog tijdens de Slag om Arnhem gebruikte de Duitse Generalfeldmarschall Walter Model het kasteel korte tijd als hoofdkwartier (17 september 1944 - 22 september 1944). Twee bombardementen (12 en 29 oktober) richtten in 1944 zware schade aan het huis aan. De familie Vegelin van Claerbergen begon na de oorlog met het herstel. In 1957 werd een oplossing gevonden voor het herstel van het hoofdgebouw. Dit deel met de ronde toren en de traptoren werd in eeuwigdurende erfpacht aan Geldersche Kasteelen overgedragen, waarna het in 1957-1961 kon worden gerestaureerd. Het betrof een ingrijpende restauratie, met wijzigingen aan de buiten- en binnenzijde van het hoofdgebouw. De rest van het complex en het omringende landgoed is in eigendom van de familie Vegelin gebleven.

## Het gebouw

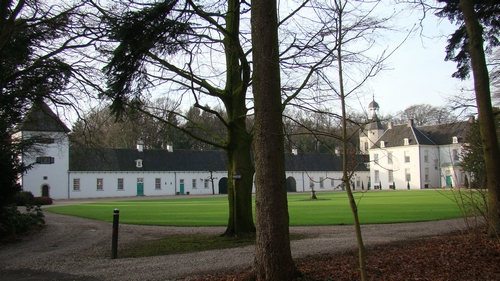
De langgerekte dienstvleugel verbindt het hoofdgebouw met de ronde toren

Kasteel Wisch heeft een zeer ongebruikelijke plattegrond. Het bestaat uit een L-vormig complex, met een hoofdgebouw uit de 16e en 17e eeuw. De fundamenten van de ronde toren van het huidige huis stammen uit de 15e eeuw. In verband met een betere kwaliteit kanonnen is het aannemelijk dat het kasteel rond 1512 versterkt werd met ronde bakstenen hoektorens en aarden wallen. De aarden wallen werden op strategische punten versterkt met extra aarden bolwerken, lage ronde bastions, waarop geschut werd geplaatst om eventuele aanvallers op veilige afstand van het kasteel te kunnen houden.

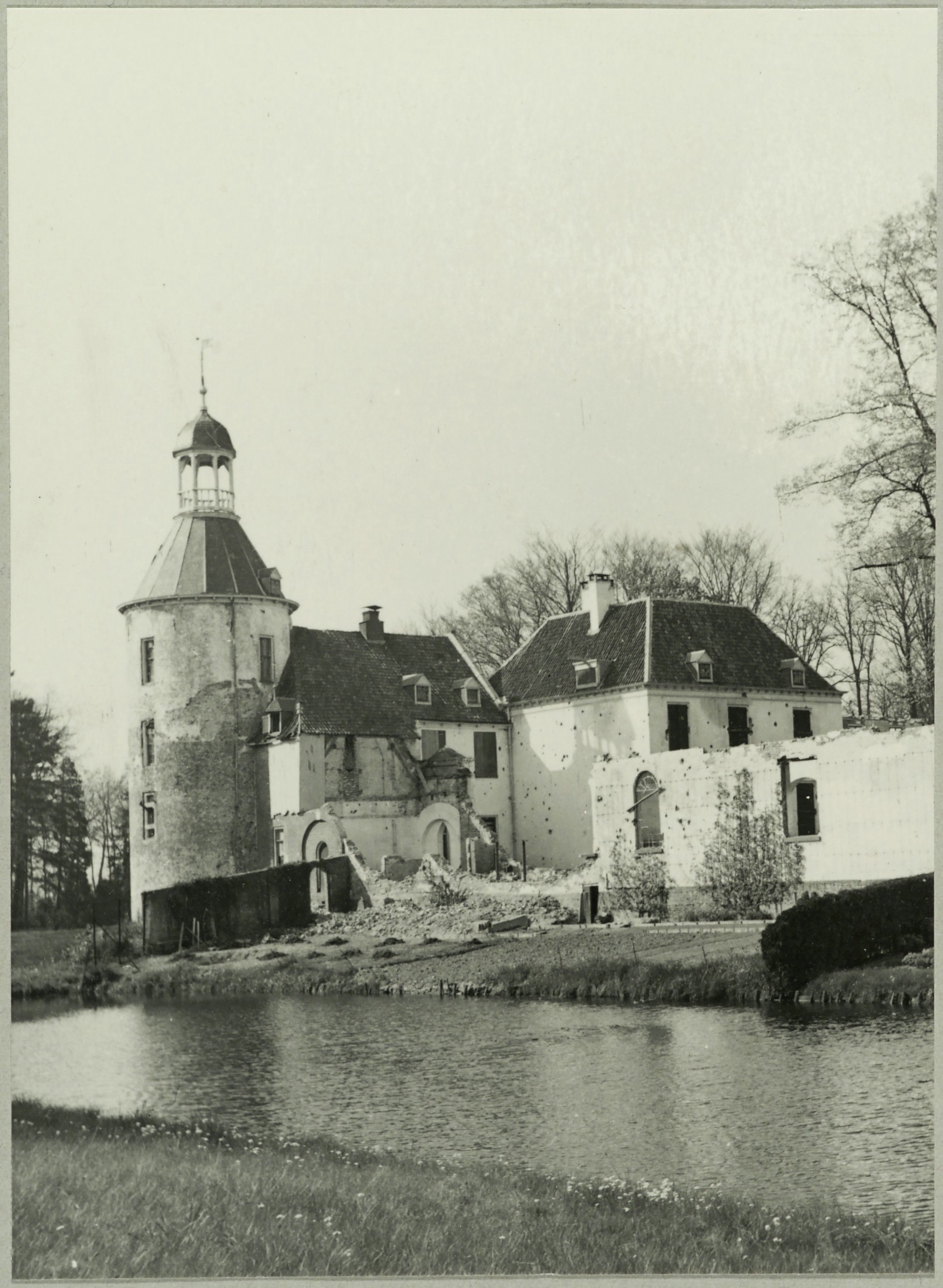
Oorlogsschade na de bombardementen van 12 oktober 1944

Het hoofdgebouw draagt het jaartal 1648 en zal dus na het einde van de Tachtigjarige Oorlog zijn herbouwd. In de 18e eeuw vonden hier wijzigingen plaats. Een lage, langgerekte dienstvleugel uit de 17e eeuw ligt haaks op het hoofdgebouw, met op de buitenhoek een grote ronde toren uit de 15e eeuw, die in de 17e eeuw is verhoogd. Daar tegenaan bevindt zich een zeskantige, in oorsprong 16e-eeuwse traptoren, die bij de restauratie is herbouwd. Toren en traptoren waren reeds in de 16e eeuw aan de buitenzijde gepleisterd, voorzien van geschilderde voegen die natuursteenblokken imiteren. De ruim 90 meter lange dienstvleugel wordt aan de oostzijde beëindigd door een vierkante toren, uit omstreeks 1700. In de kelder van de toren zijn gevangeniskelders aanwezig. In de 19e eeuw is het gehele gebouw wit gesausd.
Tegen het einde van de Tweede Wereldoorlog werd het kasteel op 12 oktober 1944 tweemaal gebombardeerd door de geallieerden omdat er Duitse officieren verbleven. De bewoners waren op het kasteel gebleven, ondanks de waarschuwing van burgemeester Boot. De heer van Wisch kwam hierbij om het leven en het kasteel raakte zwaar beschadigd.

## Het interieur
Bij de restauratie van 1957-1961 kreeg het interieur van het hoofdhuis een nieuwe gedaante. De 19e-eeuwse indeling werd aangepast en er werd gebruikgemaakt van interieuronderdelen van elders afkomstig. Zo werd een trap met fraaie smeedijzeren Lodewijk XIV-balusters afkomstig uit Den Haag ingebracht. In een van de kamers aan de voorzijde werd een 18e-eeuws geschilderd behangsel uit Amsterdam toegepast.

## De naam
Wisch is het Nederduitse woord voor "weide". Het geslacht Wisch is afkomstig uit Westfalen in Duitsland en de naam is mogelijk overgenomen van het dorp Wisch bij Billerbeck. Een andere verklaring is dat het zou verwijzen naar de weidegronden bij het riviertje de Berkel, hun bezittingen in de buurt van Vreden. De eerste heren stonden bekend als: De Wisge, Van Wisge of Van Wisch. In oude stukken vindt men ook de schrijfwijzen: Wyssche, Wissche, Wissche, Wiisch, Wiesch en (zoals het ook wordt uitgesproken) Wis.

## Eigenaren
De heren van Wisch stonden bekend als roofridders. Zij voerden rooftochten uit door de Achterhoek en een gedeelte van Overijssel en trokken zich vervolgens terug op hun burchten, waar zij regelmatig werden belegerd - onder meer door de hertogen van Gelre. In de 16e eeuw stierf het geslacht Wisch uit.
Enkele bewoners van kasteel Wisch:
- Johan van Wisch (rond 1300)
- Hendrik I van Wisch (begin 1300)
- Dirk II van Wisch (midden 1300)
- Sweder van Wisch (midden 1300) - zou gaan trouwen met Leonora van Barchem - Sweder Rodebaert van Wisch van Kasteel De Wildenborch
- Johan I van Wisch (midden 1300)
- Dirk III van Wisch (eind 1300)
- Steven II van Wisch (eind 1300)
- Dirk IV van Wisch (1350-1425) (rond 1400). Hij trouwde (1) in 1379 met Elisabeth van Amstel vrouwe van Moyland (ca. 1350-1385), dochter van Willem van Amstel (1310-1378) en Margriet van Hagendoorn, erfdochter van Moyland (1330-1419). Hij trouwde (2) in 1386 met Jutta van Arkel (1360-1395), op haar beurt een dochter van Otto van Arkel (1320-) heer van Acqoy en Machteld van Valkenburg (1330-).
- Hendrik II van Homoet (midden 1400), getrouwd met Stevina vrouwe van Wisch (1390-1462)
- graaf Oswald I van den Bergh uit 's-Heerenberg (midden 1400)
- Joachim van Wisch (begin 1500)
- Graaf Herman Georg van Limburg Stirum (eind 1500)
- Willem Maurits graaf van Nassau-Siegen (rond 1600)
- Albrecht Friedrich Markgraaf van Brandenburg en prins van Pruisen (rond 1750)
- Mr. Adriaan van Steengracht van Souburg, bij koop (1756-1772)
- Johan Herman Sigismund van Nagell, heer van beide Ampsen en Maurice Constance le Leu de Wilhem, bij koop (1772-1784)
- Jacques Albert Louis Frederik Carel baron van Nagell, heer van Rijnenburg (1784-1831)
- Constantijn Sigismund Willem Jacob van Nagell (1831-1849)
- Johanna Philippina van Herzeele, weduwe van jhr. mr. François Pierre van Schuylenburch heer van Bommenede, bij koop, gedeelde rechten met Huis Bergh (1849-1858)
- Jhr. Willem Lodewijk van Schuijlenburch(1859-1902)
- Jhr. Wigbold Albert Willem van Schuylenburch, heer van Wisch (1902-1945)
- Jkvr. Olga Mary Ines van Schuijlenburch, bij vererving (1945-1949), in 1949 getrouwd met jhr. Louis Vegelin van Claerbergen
- Jhr. Louis Philippe Vegelin van Claerbergen, bij huwelijk (1949-2012)

## Rijmpje
De Graafschap Zutphen kende vier bannerheren: Bergh, Baer, Bronckhorst en Wisch. In 1650 noteerde geschiedschrijver Arend van Slichtenhorst (1616-1657) een oude zegswijze.
Bergh de ryxte
Bronckhorst de adelyxte
Baer de oudste
Wisch de stoutste
Dat de heren van Wisch worden aangeduid als de stoutste, de dapperste, verwijst waarschijnlijk naar hun reputatie als roofridders.

## Terborg
Ten noorden van het kasteel (de "burcht" of "borch"), ontstond de plaats Toe Borch, of Terborg (letterlijk: ter burcht, ofwel: bij het kasteel). Het gebied rond het kasteel werd wel Hof ter Borgh genoemd. Op 23 april 1419, de naamdag van de heilige Sint Joris, verleenden de heren van Wisch, Hendrik III en Dirk IV, stadsrechten aan Terborg. Als stadszegel koos men een afbeelding van Sint Joris met de draak. Nog altijd is Sint Joris beschermheilige van de stad Terborg.
Lange tijd bestond Terborg uit slechts één straat, de Hoofdstraat. Vanaf de veertiende eeuw stonden aan het begin en einde stadspoorten: de Molenpoort of IJsselpoort in het westen (bewaakt door dienaren van Wisch) en de Bergpoort of Zandpoort in het oosten (bewaakt door stadspoortwachters). In diezelfde tijd werden aan weerszijden van de Hoofdstraat grachten aangelegd en een wal: nu nog herkenbaar aan de Walstraat (ten noorden van de Hoofdstraat) en het Gravenpad (ten zuiden ervan). Dit Gravenpad loopt parallel met de Laan van Wisch, een van de twee oprijlanen naar het kasteel. De officiële oprijlaan ligt bij het begin van de Hoofdstraat, waar de westelijke stadspoort heeft gestaan. Deze is tegenwoordig afgesloten met een sierhek.

## Landgoed
Het grondgebied van kasteel Wisch ligt ten zuiden van Terborg. Op het landgoed bevindt zich een boerderij. De uitgestrekte weidegronden grenzen aan het natuurgebied de Paasberg. De Paasberglaan, die langs de Paasberg van Terborg tot aan Silvolde loopt, biedt uitzicht op deze grond, die "de wei van Wisch" wordt genoemd.
Kasteel Wisch ligt dicht tegen het centrum van Terborg aan, alleen het Gravenpad scheidt het landgoed van de huizen aan de Hoofdstraat. Door de groene omgeving, de afgesloten oprijlaan en de lange oprijlaan parallel aan de Hoofdstraat, ligt het kasteel toch zeer besloten. Rond het kasteel ligt een landschappelijk aangelegd park en tegen de lange dienstvleugel is een bloementuin aangelegd. Het gehele grondgebied is in particulier eigendom van de familie Vegelin van Claerbergen en daarom niet toegankelijk.
Bijzondere bomen zijn de twee monumentale lindes (Tilia) op het voorplein en de zwarte walnoot (Juglans nigra) in het park. De walnoot is de tussen de 200 en 250 jaar oud en eenentwintig meter hoog. Met zijn omtrek van 4,70 meter is het de dikste walnoot van Nederland.
Op Wisch komt akkergeelster (Gagea villosa) voor. Deze plant is typisch voor begraafplaatsen en landgoederen, onder oude bomen. Het plantje bloeit in het voorjaar heel kort met gele bloemen. De plant is ter plaatse achteruitgegaan, waarvoor een mogelijke reden is dat deze makkelijk wordt overwoekerd door bijvoorbeeld maagdenpalm en klimop.